# Zdeněk Rygel
Zdeněk Rygel, född den 1 mars 1951 i Ostrava, Tjeckoslovakien, är en tjeckoslovakisk fotbollsspelare som tog OS-guld i fotbollsturneringen vid de olympiska sommarspelen 1980 i Moskva.